# Söhne von Yagbe’u Seyon
Senfa Ared IV. (äthiop. ሰይፈ አርድ ፬ኛ) war von 1294 bis 1295 Negus Negest (Kaiser) von Äthiopien.
Hezba Asgad (ህዝብ አስገድ) war von 1295 bis 1296 Negus Negest von Äthiopien.
Qedma Asgad (ቅድመ አስግድ) war von 1296 bis 1297 Negus Negest von Äthiopien.
Jin Asgad (ጅን አሰገድ) war von 1297 bis 1298 Negus Negest von Äthiopien.
Saba Asgad (ሳባ አሰገድ) war von 1298 bis 1299 Negus Negest von Äthiopien.
Diese Söhne des Kaisers Yagbe’u Seyon herrschten jeweils ein Jahr lang über Äthiopien. Die Historiker sind sich uneins über die Umstände der Thronfolgen. Paul B. Henze behauptet, dass sich Yagbe’u Seyon nicht entscheiden konnte, welchem seiner Söhne er das Königreich vermachte. So legte er fest, dass ein jeder für ein Jahr herrschen solle. Andererseits verzeichnet Taddesse Tamrat im Anschluss an die Herrschaft Yagbe’u Seyons einen Zeitraum der Unordnung im Kaiserhaus, in dem jeder der Söhne eine Zeit lang den Thron innehielt. E. A. Wallis Budge fügt dem die Überlieferung hinzu, wonach Jin Asgad die Nutzung von Amba Geshen als königliches Gefängnis für störende Verwandte des Kaisers einführte, als er gezwungen war seinen verräterischen Bruder Saba Asgad einzusperren. Zu gleicher Zeit, ließ er seine drei weiteren Brüder und seine eigenen Söhne auf Amba Geshen einkerkern.
Wie auch immer die Lage wirklich war, letztlich wurde sie durch die Thronbesteigung Wedem Arads beendet.